# Frozen in Time
Frozen in Time (Congelado en el tiempo) es el sexto disco de la banda estadounidense de death metal Obituary, publicado en 2005, luego de la reunión de la banda.

## Lista de temas
1. "Redneck Stomp" – 3:32
2. "On the Floor" – 3:10
3. "Insane" – 3:25
4. "Blindsided" – 2:56
5. "Back Inside" – 2:42
6. "Mindset" – 3:54
7. "Stand Alone" – 3:44
8. "Slow Death" – 3:03
9. "Denied" – 3:37
10. "Lockjaw" – 4:13